# Didlington
Didlington is een civil parish in het bestuurlijke gebied Breckland, in het Engelse graafschap Norfolk met 48 inwoners.